# Эгголд, Райан
Ра́йан Джеймс Э́гголд (англ. Ryan James Eggold; 10 августа 1984, Лейквуд, Калифорния) — американский актёр кино и телевидения. Известен ролью учителя английской литературы мистера Райана Мэттьюза в сериале «90210: Новое поколение» и ролью Тома Кина в телесериалах «Чёрный список» и «Чёрный список: Искупление».

## Биография
Райан родился 10 августа 1984 года в Южной Калифорнии в Лос-Анджелесе. Актёр окончил католическую школу «Santa Margarita» в 2002 году. Во время учёбы принимал участие во многих школьных театральных постановках. В 2006 окончил театральное отделение Университета Северной Калифорнии. В свободное время Райан пишет музыку, играет на гитаре и пианино, а также поёт в музыкальной группе.
Райан появился в эпизодических ролях в сериалах «Молодые и дерзкие» (CBS), «Красавцы» (HBO), «Братья и сёстры» (ABC), а также «Вероника Марс» (The CW) перед тем как получил постоянную роль в сериале «Грязь» канала Fox.
На протяжении трёх сезонов исполнял роль молодого учителя Райана Мэттьюза в сериале «90210: Новое поколение». Примечательно, что многие актёры, исполняющие роли его учеников — Мэтт Лантер, Майкл Стэгер и Тревор Донован, к примеру — на несколько лет старше Эгголда. Однако, для сокращения бюджета, Райана и Лори Локлин уволили после третьего сезона.
В 2013 году Райан получил роль Тома Кина в основном составе сериала «Чёрный список».

## Произношение фамилии
По признанию актёра (что вполне вероятно, могло быть и шуткой), он сам не знает, как правильно произносить свою фамилию — «Игголд» или «Эгголд» — однако предпочитает второй вариант, «Эгголд».

## Фильмография

### Кино
| Год  | Название на русском                   | Название на английском                  | Роль         | Примечания                  |
| ---- | ------------------------------------- | --------------------------------------- | ------------ | --------------------------- |
| 2010 | Первые свидания                       | First Dates                             | Том          | главная роль сразу на видео |
| 2011 | Ведомые Брэйлли                       | Driving By Braille                      | Ксандер Уэст | главная роль                |
| 2011 | Дети в подарок                        | Trophy Kids                             | Макс         | главная роль                |
| 2011 | Сирония                               | Sironia                                 | Мейсон Джонс | роль второго плана          |
| 2012 | Во тьме                               | I Will Follow You Into The Dark         | Адам Хант    | главная роль                |
| 2013 | Обратная сторона                      | B-Side                                  | Майк Замстег | главная роль                |
| 2013 | Счастливчики                          | Lucky Them                              | Лукас Стоун  | роль второго плана          |
| 2013 | Исчезновение Элианор Ригби: Её версия | The Disappearance Of Eleanor Rigby: Her | н/д          | роль второго плана          |
| 2013 | Тихие воды                            | Beside Still Waters                     | Дэниэл       | на стадии пост-продакшена   |
| 2014 | Клуб матерей-одиночек                 | Single Moms Club                        | Питер        | съёмки завершены            |
| 2014 | Чужак                                 | Another Stateside                       | Ники Стивенс | на стадии пост-продакшена   |

### Телевидение
| Год       | Название на русском                         | Название на английском               | Роль                                       | Примечания                  |
| --------- | ------------------------------------------- | ------------------------------------ | ------------------------------------------ | --------------------------- |
| 2006      | Война в доме                                | The War At Home                      | Брюс                                       | эпизод «Gaza Strip»         |
| 2006      | Вероника Марс                               | Veronica Mars                        | Чарли Стоун                                | эпизод «Charlie Don’t Surf» |
| 2006      | Братья и сёстры                             | Brothers & Sisters                   | Рэнди Стюарт                               | эпизод «Family Portrait»    |
| 2006      | Сёстры                                      | Related                              | Ллойд                                      | эпизод «The Cape»           |
| 2007      | Из головы Джимми                            | Out Of Jimmy’s Head                  | Майк                                       | 5 эпизодов                  |
| 2007      | Красавцы                                    | Entourage                            | Участник «Five Towns» / Играет самого себя | 3 эпизода                   |
| 2007      | Ник Кэннон представляет: Короткие зарисовки | Nick Cannon Presents: Short Circuitz | Джери                                      | эпизод «Suge Knight Light»  |
| 2007      | Молодые и дерзкие                           | The Young & The Restless             | Бармен                                     | 3 эпизода                   |
| 2008      | Жёлтая пресса                               | Dirt                                 | Фарбер Кауффман                            | 7 эпизодов                  |
| 2008-2011 | 90210: Новое поколение                      | 90210                                | Райан Мэттьюз                              | основной состав 68 эпизодов |
| 2009      | Соединённые Штаты Тары                      | United States Of Tara                | Тэвин                                      | эпизод «Possibility»        |
| 2011      | Божественный                                | Heavenly                             | Оуэн                                       | телевизионный фильм         |
| 2013-2017 | Чёрный список                               | The Blacklist                        | Том Кин                                    | основной состав 88 эпизодов |
| 2015      | Сыны свободы                                | Sons of Liberty                      | Джозеф Уоррен                              | 3 эпизода                   |
| 2017      | Чёрный список: Искупление                   | The Blacklist: Redemption            | Том Кин                                    | главная роль                |
| 2018-2023 | Новый Амстердам                             | New Amsterdam                        | доктор Макс Гудвин                         | главная роль                |

### Другие проекты
| Год  | Название на русском   | Название на английском            | Роль           | Примечания                                             |
| ---- | --------------------- | --------------------------------- | -------------- | ------------------------------------------------------ |
| 2006 | Подкуп Шона Хэльма    | Con: The Corruption Of Shawn Helm | Шон Хэльм      | короткометражный фильм                                 |
| 2008 | Цветение              | Bloom                             | Даг            | короткометражный фильм                                 |
| 2010 | —                     | Myself & Me                       | Бойфренд       | музыкальный клип режиссёр и исполнитель — Шеней Граймс |
| 2011 | Красавчики с котятами | Hot Dudes With Kittens            | играет себя    | короткометражный фильм                                 |
| 2011 | Королева              | Queen                             | Никки Холлидей | короткометражный фильм                                 |
| 2012 | В начале дня          | Daybreak                          | Бен            | веб-спин-офф сериала «Связь»                           |
| 2013 | Запах женщины         | Scent Of A Woman                  | Дэн            | короткометражный фильм                                 |
| 2014 | Игры подружек         | The Girlfriend Game               | Майлз          | короткометражный фильм                                 |